# Pablo Barrachina y Estevan
Pablo Barrachina y Estevan (Jérica, Castellón, 31 de octubre de 1912 – Alicante, 13 de octubre de 2008) fue un canonista y obispo católico español. Fue obispo de Orihuela-Alicante entre 1954 y 1989. 

## Biografía

### Formación
Inició sus estudios eclesiásticos en el Seminario Diocesano de Segorbe, continuándolos en la Pontificia Universidad Gregoriana de Roma, donde obtuvo el doctorado en Derecho canónico. 

### Vida sacerdotal y docente
Fue ordenado sacerdote en Roma el 13 de julio de 1941. Regresó a España ese mismo año y fue nombrado profesor de Matemáticas en el Seminario Metropolitano de Valencia y de Religión en un colegio de la ciudad.
En 1945 obtuvo por oposición el cargo de canónigo doctoral de la Catedral de Segorbe. Ese mismo año fue nombrado vicerrector y profesor de Filosofía en el seminario de Segorbe.  

### Episcopado
El papa Pío XII lo promovió obispo de Orihuela el 31 de marzo de 1954. Recibió la consagración episcopal en la iglesia arciprestal de Jérica, el día 29 de junio de ese mismo año, en una ceremonia presidida por monseñor Hildebrando Antoniutti, nuncio apostólico. El día 29 de agosto tomó posesión por poderes de la sede oriolana, haciendo la entrada oficial en la diócesis el domingo 5 de septiembre.
Participó activamente en los trabajos del Concilio Vaticano II. Bajo su mandato se aumentó el nombre de la Diócesis a Orihuela-Alicante. Centralizó la Curia y otros organismos administrativos de la Diócesis en Alicante, hecho que le supuso graves complicaciones en Orihuela. 
En 1978 apoyó y suscribió la pastoral del cardenal Marcelo González, arzobispo de Toledo y primado de España, denunciando los errores de la Constitución de 1978 días ante su referéndum de ratificación. Los principales errores señalados son:
- La exclusión del nombre de Dios en una nación de bautizados.
- Falta de referencia a la ley natural, con lo que las leyes quedan a merced de los poderes públicos.
- Falta de garantías para la libertad de enseñanza y de seguridad a los padres para la formación religiosa de sus hijos.
- Falta de tutela para los valores de la familia y del matrimonio, abriendo las puertas del divorcio.
- Y la omisión del veto explícito al aborto.

Además de Barrachina también la apoyaron y suscribieron otros siete obispos -la "gloriosa minoría"-: Segundo García, arzobispo de Burgos; Demetrio Mansilla, obispo de Ciudad Rodrigo; José Guerra Campos, obispo de Cuenca; Ángel Temiño, obispo de Orense; don Laureano Castán, obispo de Sigüenza-Guadalajara; Luis Franco, obispo de Tenerife; y Francisco Peralta, administrador apostólico de Vitoria.
Tras treinta y cinco años de obispado en la diócesis de Orihuela-Alicante, en 1989 el papa Juan Pablo II aceptó su renuncia por edad.

### Muerte
Tras una larga jubilación, murió el 13 de octubre de 2008 en su residencia de Alicante.  Su cadáver fue trasladado a la sede de Orihuela, en cuya catedral se celebró un funeral presidido por el arzobispo de Valencia Agustín García-Gasco Vicente, en el que también estuvieron presentes los obispos: Rafael Palmero Ramos, Victorio Oliver Domingo, Francisco Álvarez Martínez, Francisco Cases Andreu, Juan Antonio Reig Plà, Jesús García Burillo, Casimiro López Llorente, Ciriaco Benavente Mateos, Esteban Escudero Torres y Enrique Benavent Vidal, el día 16. Tanto al funeral como al sepelio acudieron autoridades del Consell, provinciales y municipales de Orihuela y de Alicante. Aunque la sepultura estaba prevista en la capilla del Cristo del Perdón de la catedral oriolana, recibió sepultura en el altar mayor de la iglesia concatedral de San Nicolás de Alicante por deseo propio.

## Sucesión
| Predecesor: José García Goldaraz | Obispo de Orihuela 1954 - 1989 | Sucesor: Francisco Álvarez Martínez |

- Datos: Q1604096